# Khvorasgan
Khvorāsgān o Khorasqan (farsi خوراسگان) è una città dello shahrestān di Esfahan, circoscrizione Centrale, nella Provincia di Esfahan.